# La Ouache
Albums de Matmatah
Rebelote
(2001)
Singles
La Ouache est le premier album du groupe de rock Matmatah, originaire de Brest, sorti en 1998.
Cet album, aux consonances rock celtique contenant des références à Brest, comprend les hits Lambé an Dro, Emma et L'Apologie. Il s'est écoulé à plus de 800 000 exemplaires.

## Contexte

### Environnement musical
Alan Stivell sort en 1993 son album Again qui bénéficie d'un nouvel engouement pour la musique celtique, avec au même moment la création de l'Héritage des Celtes par Dan Ar Braz. Cet album est une sorte de révélation pour Tristan Nihouarn qui prend, à la fac, des cours de kan ha diskan. Les quatre musiciens fréquentent les fest-noz, dynamisés notamment par le jeune groupe Ar Re Yaouank. Dans le sillon de Matmatah, deux groupes de rock celtique se démarquent : Armens, originaire de Lorient, et Merzhin, basé à Landerneau. 
Le rock est l'influence majeure du groupe et la musique populaire de manière générale. Selon le groupe, Noir Désir a tracé le chemin, Louise Attaque a transformé le chemin en route et Matmatah ont été parmi les premiers à emprunter cette route un an après, avec d’autres groupes comme Tryo. La période d’euphorie de l'été 1998 (coupe du monde en France) a sans doute amplifié l'accueil de cette musique plutôt festive.

### Single et enregistrement
Le 28 juillet 1997, les titres Les Moutons et Lambé An Dro sortent en single, enregistrés de manière artisanale. Grâce au produit des ventes du premier single (30 000 exemplaires en dix mois), Matmatah arrête sa production et part en Angleterre pour enregistrer l'album, avant même d'avoir signé un contrat dans une maison de disques. En trois semaines, tous les enregistrements sont effectués au Studio Parkgate, lieu mythique, où sont enregistrées quelques références comme Blur, Jeff Beck, The Cure ou Paul Mc Cartney. Cette opportunité permettait au groupe d’enregistrer dans un excellent studio, avec une équipe d’ingénieurs du son anglaise. Dans ce cadre propice à la création, l’enregistrement se fit avec du matériel exceptionnel, ayant une forte symbolique pour le groupe, notamment une vieille reverbe ayant appartenu à John Lennon.

## Composition
Anter-ouacheLe titre fait allusion à la danse bretonne hanter-dro. Les paroles sont un appel à la danse, technique de chant dans la musique traditionnelle à danser, servant à accorder les voix des chanteurs et préparer les danseurs à la danse. Ce titre sera par la suite retravaillé et remixé en 2015.
EmmaCette chanson est une allusion à Emma Peel, le personnage fictif de la série Chapeau melon et bottes de cuir, remplacée dans la saison 6 par Tara King aux côtés de l'agent John Steed. Dans le clip réalisé par Bruno Resnais, Alex, joué par Jocelyn Quivrin, fantasme sur l'héroïne télévisuelle Emma, jouée par l'actrice et modèle Karine Asure, ce qui cause la jalousie de sa copine Kate, jouée par Caroline Bernard.
Lambé an Dro (« Un Tour à Lambé »)La chanson démarre par l'interjection « Mets la ouache, Fañch ! » : « ouaje » est le verlan de joie, une façon argotique d'exprimer l'énergie, et Fañch le prénom breton du batteur. L'épiphore « Viens donc faire un tour à Lambé » fait référence au quartier de Lambézellec (où vit Tristan Nihouarn, alors étudiant). Le vers « Si du Bouguen tu veux t'jeter » fait référence au pont Robert Schuman (communément appelé pont du Bouguen) reliant l'université au centre-ville de Brest qui était également connu pour les suicides (les garde-corps ont été surélevés en 2005). Le vers « Si pour le Mélo y'a plus d'entrée » fait référence à une ancienne discothèque, Le Mélody, haut lieu des soirées brestoises, jusqu'à sa fermeture en 1997. La musique est inspirée de la danse an-dro. Dans le clip, une femme arrive en Bretagne jusqu'au cabaret Vauban à Brest où le groupe joue en concert ; ce n'est qu'arrivée au premier rang que l'on découvre son ventre de femme enceinte et son visage sous les traits d'Emma Peel, clin d’œil à la chanson Emma.
TroglodyteLe titre exprime l'origine du nom du groupe, Matmata, un village tunisien composé d'habitations troglodytes, où a été tournée Star Wars, épisode IV : Un nouvel espoir. Les paroles racontent l'histoire d'un immigré originaire de Matmata qui vient travailler à Paris et qui rencontre, en novembre 1995, la bombe terroriste du métro Châtelet.
KerfautrasLes paroles font référence à un quartier de Brest, Kerfautras, principalement connu pour son cimetière. Le groupe possède un studio près du cimetière.
Dernière journée en merLes paroles racontent le ressenti d'un pêcheur en mer qui prend son bateau pour la dernière fois avant de partir au front (réquisitionné par la lettre qu'il vient de recevoir).
L'ApologieLe groupe appelle à légaliser l'« anti-dépresseur » que constitue, selon lui, le « pétard ». L'Apologie s'achève par cette conclusion : « L'alcool et le tabac ont le droit de tuer, car aux comptes de l'Etat apportent leurs deniers. Messieurs dames, mourez donc d'alcool et de fumée ; la patente est payée, la mort autorisée ». Les paroles conduisent chaque membre du groupe, leur manager et même l'éditeur à verser une amende pour « provocation à l'usage de stupéfiants »,.
La Fille du Chat NoirLes paroles parlent d'une serveuse[réf. nécessaire] du bar « Le Chat Noir » au centre de Brest. Cette chanson décrit autant la serveuse elle-même (très jolie, toujours en retard…) que les habitudes du narrateur et de son groupe d'amis (piliers de comptoir, loin d'être des hommes idéaux). La mélodie s'inspire d'un air de laridé, incluant à la fin des onomatopées qui servent à faire danser traditionnellement, en chant kan-ha-diskan[source insuffisante].
An Den Coz (« Le vieil homme »)Chanson écrite et interprétée par Eric Digaire. Il compose un morceau rock, qui, une fois retravaillé avec le groupe, dévoile un petit côté celtisant ou même arabisant sur un rythme de danse an-dro.
Derrière ton dosLe narrateur évoque son alcoolisme, son infidélité (« il n'y a pas qu'en levrette que j'fais des choses derrière ton dos »), son addiction aux maisons de jeu (« de Las Vegas jusqu'à Spézet ») et les conséquences avec la police et sa compagne (« Et je regrette, Dieu je regrette, d'avoir été si nul partout et puis d'avoir foutu en miettes mes 6 derniers points et puis nous »).
Les MoutonsPremier morceau enregistré par le groupe. Les paroles font référence à l'actualité et la Bretagne (Saddam Hussein et Jean-Marie Le Pen) sur l'air de E Garnison, une  danse plinn en chant à répondre notamment interprétée par les sœurs Goadec ou Denez Prigent. Le groupe le chante a cappella lors des premiers concerts. Les rimes sont construites à partir du célèbre « tra la la la leno » fréquent dans la chanson bretonne en kan ha diskan et les percussions symbolisent le bruit des pas des danseurs sur le parquet en fest-noz.
La Complainte de FanchSeul morceau écrit, composé et chanté par le batteur Fañch. Il critique la société de consommation. La composition et les arrangements sont similaires à la chanson Wah-Wah des anciens membres de Led Zeppelin Robert Plant et Jimmy Page parue en 1994 sur l'album No Quarter: Jimmy Page and Robert Plant Unledded.
Ribette'sInstrumental punk-rock dédié à leur tourneur Marc Ribette. Le riff est répété tel que le chant à répondre.

## Parution et réception
L'album est auto-produit et réalisé par Claude Chamboissier (Club Dorothée). Matmatah signe chez Trema en mai 1998, qui s’engage à sortir l’album avant l’été. Le 9 juin 1998, La Ouache est dans les bacs, distribué en France par Sony Music.
Lambé An Dro bénéficie de relais médiatiques, multidiffusé sur NRJ et dont le clip est en rotation sur les grandes chaînes musicales qu'étaient M6 et MCM.

### Ventes
En un mois d'exploitation, l'album atteignait 45 000 exemplaires vendus en France dont 30 000 en Bretagne. En août 1998, l’album est certifié disque d’or (100 000 exemplaires vendus). Alors que jusque-là, l’album s’était vendu en majeure partie grâce au bouche-à-oreilles, lorsque Lambé An Dro rentre en playlist sur la plupart des ondes françaises en septembre, les ventes atteignent les 300 000 albums en décembre 1998 (un disque de platine leur est remis à l’Elysée Montmartre). En 1999, l'album devient double disque de platine (600 000 exemplaires) pour atteindre ensuite les 800 000 albums vendus. Il s'est classé à la 11e place des classements en France et à la 25e en Belgique francophone.

### Nominations et récompenses
| Date         | Structure                   | Catégorie | Nommé    | Résultat   |
| ------------ | --------------------------- | --------- | -------- | ---------- |
| janvier 2000 | NRJ Music Awards 2000       | Groupe    | Matmatah | Nomination |
| mars 2000    | 15e Victoires de la Musique | Groupe    | Matmatah | Nomination |

## Pistes de l'album
Toute la musique est composée par Matmatah.
| No  | Titre                   | Paroles                | Durée |
| --- | ----------------------- | ---------------------- | ----- |
| 1.  | Anter-ouache/Ouache     | instrumental           | 3:34  |
| 2.  | Emma                    | Tristan Nihouarn       | 3:56  |
| 3.  | Lambé An Dro            | Tristan Nihouarn       | 3:54  |
| 4.  | Troglodyte              | Tristan Nihouarn       | 3:58  |
| 5.  | Kerfautras              | Cédric Floc'h          | 3:07  |
| 6.  | Dernière journée en mer | Cédric Floc'h          | 4:11  |
| 7.  | L'Apologie              | Cédric Floc'h          | 3:17  |
| 8.  | La Fille du Chat Noir   | Cédric Floc'h          | 3:14  |
| 9.  | An Den Coz              | Éric Digaire           | 3:54  |
| 10. | Derrière ton dos        | Tristan Nihouarn       | 4:01  |
| 11. | Les Moutons             | Matmatah               | 3:48  |
| 12. | La Complainte de Fanch  | Jean-François Paillard | 4:50  |
| 13. | Ribette's               | instrumental           | 2:29  |

## Crédits
| - Sammy : guitare et chant - Stan : guitare, chant, oud et flûte - Éric : basse, chant, guitare acoustique et piano - Fañch : batterie, chant et percussions | - Édité par Les Éditions Levallois - Produit par La Ouache Production - Réalisation : Claude Chamboissier - Enregistré et mixé par Tim "Spag" Speight assisté de Douglas Cook, au studio Parkgate à Catsfield, en Angleterre, sauf Les Moutons mixé au Studio Guillaume Tell à Paris - Mastering : La Source Mastering, Jean-Pierre - Photos de l'album : Sophie-Maris S., Julien Banes et D.R. - Conception graphique : PKGB |